# Euro Tower
Euro Tower este o clădire de birouri din București, amplasată la intersecția străzii Barbu Văcărescu cu bulevardul Lacul Tei, în imediata apropiere a stației de metrou Ștefan cel Mare
și lângă Biserica Doamna Oltea.
Are o suprafață totală de 18.000 mp, structurată pe 18 etaje și cinci niveluri subterane, care cuprind 200 de locuri de parcare.
Euro Tower este prima clădire ecologică de birouri din București, dezvoltată în conformitate cu sistemele internaționale de certificare a clădirilor „verzi” și a necesitat o investiție de 60 milioane de euro.
Clădirea a fost finalizată în anul 2010.